# ModemManager
ModemManager — система для налаштування GSM/CDMA/UMTS/EVDO/LTE-модемів, що працює за аналогією з конфігуратором NetworkManager.
ModemManager функціонує у вигляді демона, який бере на себе безпосередню взаємодію з модемом або мобільним телефоном, а для зовнішніх застосунків надає уніфікований інтерфейс, що не залежить від типу підтримуваних модемом протоколів, використовуваних каналів зв'язку (2G/3G/4G/CDMA), способів з'єднання (USB, RS232, Bluetooth) і методів керування (AT, QCDM, QMI, MBIM). Прикладний програмний інтерфейс ModemManager підтримує такі операції, як установка з'єднання, відправка SMS, читання і зміна адресної книги, вивід даних про якість сигналу, читання параметрів GPS-приймача. Для взаємодії із зовнішніми програмами і аплетами для налаштування з'єднань використовується D-Bus API. Підтримка нових типів модемів може здійснюватися через підключення плагінів.